# Monacanthomyia annandalei
Monacanthomyia annandalei är en tvåvingeart som beskrevs av Enrico Adelelmo Brunetti 1912. Monacanthomyia annandalei ingår i släktet Monacanthomyia och familjen vapenflugor. Inga underarter finns listade i Catalogue of Life.